# Fran Ramovš
Fran Ramovš (ur. 14 września 1890 w Lublanie, zm. 16 września 1952 tamże) – słoweński językoznawca, dialektolog i badacz historii języka słoweńskiego.

## Życiorys
Studiował językoznawstwo w Wiedniu i Grazu. Doktoryzował się w 1914 r. na podstawie pracy poświęconej rozwojowi samogłosek prasłowiańskich. W 1919 r. objął stanowisko profesora zwyczajnego języka słoweńskiego na nowo powstałym Uniwersytecie Lublańskim. Był dziekanem Wydziału Filozoficznego (1926–1927) i rektorem (1934–1935). Po powstaniu Słoweńskiej Akademii Nauki i Sztuki stał się jej pełnoprawnym członkiem i przewodniczącym, następnie sekretarzem generalnym (1942–1945) i prezesem (1950–1952).
Wniósł znaczny wkład w badania nad dialektami słoweńskimi.
Jego imię nosi Instytut Języka Słoweńskiego przy Słoweńskiej Akademii Nauki i Sztuki.

## Wybrana twórczość
- Historična gramatika slovenskega jezika
  - II, Konzonantizem (1924),
  - VII, Dialekti (1935),
- Slovenski pravopis (współautorstwo, 1935),
- Kratka zgodovina slovenskega jezika (1936),
- O pomembnosti nekaterih pojavov v slovenskih narečjih na Koroškem (1946),
- Morfologija slovenskega jezika (1952).